# 쇠파리
쇠파리(ox warble fly)는 쇠파리과 쇠파리속의 파리다. 포유류의 피부 속에 유충이 기생한다. 주로 소나 말의 피를 빨아먹으면서 산란하므로, 유충은 소나 말의 피하에 기생하며 인간은 피만 빨아먹는다. 온대지방에 널리 분포한다.